# Drassodella
Drassodella là một chi nhện trong họ Gallieniellidae.